# PCDHB13
PCDHB13‏ (Protocadherin beta 13) هوَ بروتين يُشَفر بواسطة جين PCDHB13 في الإنسان.